# Kurt von Sperling
Kurt von Sperling (* 18. Februar 1850 in Köln; † 31. August 1914 in Breslau) war ein preußischer General der Infanterie.

## Leben

### Herkunft
Er war der älteste Sohn des preußischen Generalmajors Oskar von Sperling (1814–1872) und dessen Ehefrau Pauline Marie Albertine von Klaß (1824–1899). Eine Tochter des Paares, Gertrud (1860–1921), heiratete am 24. September in Stettin den späteren Generalfeldmarschall und Reichspräsidenten Paul von Hindenburg.

### Militärkarriere
Aus dem Kadettenkorps kommend wurde Sperling am 7. April 1868 als Sekondeleutnant dem 3. Garde-Grenadier-Regiment Königin Elisabeth der Preußischen Armee überweisen. Während des Krieges gegen Frankreich wurde er in der Schlacht bei Gravelotte durch einen Schuss in das rechte Bein leicht verwundet. Im weiteren Kriegsverlauf nahm Sperling an der Belagerung von Paris teil und erlitt bei Aulnay durch einen Schuss in die linke Brust eine schwere Verwundung. Ausgezeichnet mit dem Eisernen Kreuz II. Klasse war er von September 1873 bis Ende April 1874 Adjutant des Füsilier-Bataillons. Als Premierleutnant absolvierte Sperling 1877/80 die Kriegsakademie und wurde im Mai 1881 auf ein Jahr zum Großen Generalstab kommandiert. Mitte April 1882 avancierte er zum Hauptmann und wurde Mitte August 1882 unter Stellung à la suite seines Regiments als Lehrer zur Kriegsschule Metz versetzt.
Anfang September 1887 kehrte Sperling in den Truppendienst zurück und war bis zum 21. Mai 1889 als Kompaniechef im 3. Garde-Regiment zu Fuß tätig. Anschließend wurde er mit der Beförderung zum Major in den Großen Generalstab versetzt. Kurz darauf erfolgte seine Versetzung zum Generalstab des IV. Armee-Korps, bevor er im Juni 1890 wieder in den Großen Generalstab kam. Zum 1. Juli 1890 kommandierte man ihn zum Kriegsministerium und versetzte ihn am 20. September 1890 in das Ministerium. Daran schloss sich vom 18. Oktober 1891 eine dreijährige Verwendung als Bataillonskommandeur im 1. Hannoverschen Infanterie-Regiment Nr. 74 an. Sperling wurde dann zum Stab des Niederrheinischen Füsilier-Regiments Nr. 39 versetzt und bis März 1897 zum Oberst befördert. Als solcher war er vom 17. April 1897 bis zum 17. April 1901 Kommandeur des Infanterie-Regiments „Herzog von Holstein“ (Holsteinisches) Nr. 85. Unter Beförderung zum Generalmajor kommandierte er dann bis zum 30. April 1904 die 37. Infanterie-Brigade. Anschließend zunächst mit der Führung der 14. Division in Düsseldorf beauftragt, wurde Sperling am 19. Oktober 1904 als Generalleutnant zum Kommandeur dieses Großverbandes ernannt. Vom 26. April 1907 bis zu seiner Verabschiedung im April 1911 amtierte er als Militärgouverneur von Köln. In dieser Stellung erhielt Sperling am 5. März 1908 den Charakter als General der Infanterie. Er stand à la suite des Königin Elisabeth Garde-Grenadier-Regiments Nr. 3 in Charlottenburg.
Während des Ersten Weltkriegs diente er als Kommandierender General des Stellvertretenden Generalkommandos des VI. Armee-Korps. In dieser Funktion ist Sperling am 31. August 1914 verstorben.

### Familie
Am 2. Oktober 1875 heiratete er Klara von Schmieden (1855–1926), die Tochter des preußischen Hauptmanns Adolph von Schmieden (1822–1867) und der Auguste Kuschke (1832–1901). Durch die Eheschließung, die auf dem Rittergut Möglin, dem Landsitz seiner Schwiegermutter, stattfand, wurde er zum Schwager des späteren Generals Paul von Collas, der nur einen Monat später im November 1875 Klaras Schwester Ottilie heiratete. Sperlings Bruder Erich, Korvettenkapitän, heiratete 1882 ebenfalls auf Gut Möglin Martha von Schmieden, eine weitere Schwester von Sperlings Ehefrau.